# Битка код Иса
Битка код Иса (данашњи турски град Ишкендерун (тур. İskenderun - турско име за Александра је Ишкендер (тур. İskender)) одиграла се у (12.) новембру 333. п. н. е. између војске Александра Македонског и персијске војске Дарија III.
Александар Македонски у тој бици побеђује Дарија III. Битка код Иса је била одлучујућа Александрова победа и означава почетак краја Персије.
Македонце и њихове грчке савезнике је предводио Александар Македонски. Та војска је имала 5.000 коњаника и 26.000 пешака. Персијска војска је имала 30.000 грчких плаћеника, 40.000 персијских пешака, 20.000 персијских коњаника и 10.000 персијских бесмртника.
Битка се одвијала код града Иса, који је близу данашњег Искендерума у Турској, на самој граници са Сиријом на обали Медитерана. Две противничке стране су се биле поставиле на супротне стране реке Пинар. На том подручју размак између залива и планина је само 2,6 km, тако да то није било погодно место за већу војску.

## Увод у битку
Александар је кренуо у Азију 334. п. н. е. и победио је локалне персијске сатрапе. Онда је одлучио да заузме Малу Азију. Док је Александар био у Тарсусу, на граници данашње Турске и Сирије, чуо је да Дарије III припрема велику војску у Вавилону. Ако Дарије III заузме Ис то би значило да може користити помоћ персијске флоте у Медитерану, олакшавајући снабдевање, а и отварајући могућност лакшег искрцавања трупа иза непријатељских линија.
Александар шаље Пармениона да заузме обалу око Иса. Сазнавши да је Персијска армија дошла у Сирију, Александар одлучује да се јужно напредује од Иса до важних планинских превоја.
Дарије III је знао да Парменион држи планинске превоје и зато да би избегао заседе и неповољан терен изабире северни много дужи пут. Персијанци улазе у Ис и убијају све заробљенике.
Тако је Дарије поставио своју армију иза непријатељских линија и сасекао јој линије снабдевања. Поставио се на добру позицију за битку и чекао Александра.

## Намере
Александар је водио дефанзиван рат, према савету свог ратног савета. Избегавао је обрачун са већом персијском војском. Дарије са друге стране је имао проблем са снабдевање толике војске током зиме, а и градови у Феникији су се бунили.
Дарију је зато била потребна битка. Терен који је одабран даје предност мањој војсци, а не већој. Да је Дарије одабрао отворен шири терен Александар не би прихватио битку. Александар је био принуђен да прихвати битку, јер је Дарије заузео важно место.

## Битка
Македонци су прошли кроз Сиријска врата до реке Пинар где их је чекао Дарије.
Александар се налазио на десном крилу са елитном коњицом. Коњица тесалских Грка је била на левом крилу, а средишњицом са Македонском фалангом командовао је Парменион.
Дарије је тешку коњицу коњаника концентрисао уз обалу, насупрот тесалске коњице. Поред њих распоређује фаланкс од грчких плаћеника величине 12.000 људи. Поред грчке фаланге распоређује персијску пешадију, дуж реке и уз планине. Овај део на планинама је угрожавао десни бок Александрове војске. Распоред Даријеве војске је имо облик грчког слова гама. Дарије је сместио у средишњицу са најбољом пешадијом, грчким плаћеницима и краљевском гардом.
Персијска коњица је била на левој страни снажнија од грчке и прва је започела битку ударом по левој страни по Парменионовој коњици. Али Парменион, иако слабији држао се довољно дуго насупрот надмоћнијег противника и најјачег дела персијске војске. Држао се довољно дуго да са десне стране Александар својом елитном коњицом направи рупу по десној страни кроз Персијске линије.
После прављења рупе Александар са коњицом удара директно према Дарију, који бежи са бојишта.
Услед тога Персијанци напуштају битку, а Александрова коњица чини масован покољ Персијанаца у бегу. Персијанци се неорганизовано повлаче и у бегу страдају од Александове војске, која их прогања.

## После
Битка код Иса је била одлучујућа Александрова победа и означава почетак краја Персије. По први пут су Персијанци изгубили, а да је Дарије водио битку. После битке Дарије бежи до Еуфрата, а Александар заробљава скоро целу његову породицу. Александар га поново побеђује у бици код Гаугамеле.